# Оборона Гумры
Оборона Гумры — одно из сражений Русско-турецкой войны (1806—1812). Отряд русских войск генерала П. Д. Несветаева в течение двух недель отражал у Гумры (сегодня Гюмри, Армения) атаки превосходящих сил османского сераскира Юсуф-паши и, удержав позицию, дождался прихода главных сил графа И. И. Гудовича.
Весной 1807 года, после неудачи отряда командующего российскими войсками в Закавказье генерал-аншефа графа И. И. Гудовича при Ахалкалаки и отхода отряда генерал-майора П. Д. Несветаева из-под Карса, турки перешли в наступление. Эрзерумский сераскир Юсуф-паша с анатолийскими войсками (20 000 человек) двинулся к Карсу, послав генералу Несветаеву письмо с требованием сложить оружие. Несветаев, выполняя приказ Гудовича, стоявшего в это время у руин старой крепости Цалке, отошёл и сосредоточил свой отряд (1900 человек) у села Гумры.
Юсуф-паша подошёл к Карсу и выслал против Несветаева 7-тысячный отряд. 19 мая турки напали на лагерь Несветаева возле Гумры. В результате стремительной атаки русские солдаты были выбиты из передовых укреплений, и ожесточённый бой завязался на улицах селения. Только благодаря залпам картечи к вечеру удалось отбросить турок, потерявших около 400 человек.
20 мая подошли главные силы сераскира, который, расположившись в Караклисе, в 7 верстах от русских позиций, послал Несветаеву предложение вступить в бой в открытом поле. Несветаев ответил, что будет защищаться в окопах. 30 мая Юсуф-паша с 10 000 человек при поддержке 20 орудий атаковал с 10 утра, но после девятичасового боя отступил, потеряв собственное знамя и 400 человек только убитыми.
Гудович, получив еще 25 мая донесение о приближении турок, немедленно двинулся форсированным маршам с 10 батальонами и несколькими эскадронами и сотнями на помощь Несветаеву, отправив вперед на казачьих лошадях снаряды для орудий. Опасаясь, что промедление может повлечь гибель отряда Несветаева, он отправил 4 июня из Бекан всю конницу генерал-майора С. А. Портнягина.
Турки, узнавшие о приближении Гудовича, весь день 5 июня атаковали. Вначале, малочисленный отряд подвергся обстрелу артиллерии, затем атаковала конница, но была отбита пехотой. Турецкая пехота смогла прорваться на улицы села, но была выбита гренадерами Киевского полка. Повторные атаки также были отбиты, и когда к вечеру на рысях подходила к Гумры конница Портнягина, то противник, потерявший около 200 убитыми, уже отступил на правый берег Арпачая, где стал двумя лагерями. Наконец, 8 июня подошел отряд Гудовича.